# Inazuma Eleven (манга)
«Иназума 11» (яп. イナズマイレブン инадзума ирэбун, англ. Inazuma Eleven) — манга, созданная художником Тэнъя Ябуно на основе одноимённой игры производства компании Level-5 и выпускавшаяся в ежемесячном журнале для детей «CoroCoro Comic» в 2008–2011 годах. Сюжет повествует о юном капитане школьного футбольного кружка Марке Эвансе, мечтающим пойти по стопам своего деда — известного футболиста.
Основанный на манге телевизионный аниме-сериал производства компании OLM, Inc., показ которого прошёл по телеканалу TV Tokyo одновременно с выпуском манги, состоит из 127 получасовых серий, скомпонованных в три сезона. Также был снят полнометражный фильм Inazuma Eleven: Saikyō Gundan Ogre Shūrai выпущенный в 2010 году. В 2011 году начался премьерный показ продолжения оригинального сериала — Inazuma Eleven GO.
Манга и аниме были отмечены премиями. Манга стала лауреатом двух премий: в 2010 году — премии издательства «Коданся», а в 2011 — премией издательства «Сёгакукан» в категории «произведения для детей». Аниме в 2010 году стало победителем гран-при журнала «Animage» в номинациях «лучшее аниме» и «лучший мужской персонаж» (Нэтан Свифт).

## Сюжет
Сюжет сериала разворачивается в альтернативном мире, где игра в футбол переплелась с магическими способностями игроков. Небольшая футбольная команда средней школы «Раймон», расположенной в городке Инадзума, имеет в своём составе лишь семь игроков. Команде дают возможность сыграть матч с сильной командой Королевской Академии, выигрывавшей в течение сорока лет престижный межшкольный чемпионат «Футбольный рубеж». Капитан раймонской команды, вратарь Марк Эванс, мальчуган, ставший благодаря своему якобы покойному деду ревностным поклонником футбола, должен набрать новых игроков и продвинуться в чемпионате настолько далеко, насколько возможно. Ему удаётся нанять четырёх игроков: Максвела Карсона (松野 空介 Мацуно Ку:сукэ), Джима Рейта (影野 仁 Кагэно Дзин), Нэтана Свифта (風丸 一郎太 Кадзэмару Итиро:та) и Уильяма Глэсса (目金 欠流 Мэганэ Какэру). Сразу после начала матча с Королевской Академией разница в профессионализме команд становится очевидной, и, когда Академия забивает раймонцам девятнадцатый гол и Уилли в отчаянии покидает поле, недавно переведённый в Раймон ученик Аксель Блейз, переставший играть в футбол по семейным обстоятельствам, не выдерживает и добивается того, что лишает команду Академии дара речи и они признают своё поражение.
Команда сталкивается со многими трудностями, преодолеть которые им помогает тренер Сеймур Хиллмен (響木 正剛 Хибики Сэйго:). Их первым соперником становится команда Королевской Академии в лице тренера Рэя Дарка и талантливого капитана Джуда Шарпа. Позднее Джуд присоединяется к команде «Раймона» перед матчем с командой «Фарм-Джуниор-Хай» (千羽山中学校 Сэмбаяма Тю:гакко:), желая отыграться на команде «Зевс», нанёсшей Академии разгромное поражение у него на глазах. Раймон противостоит «Зевсу», возглавляемой капитаном Афродитом и тренером Рэйем Дарком, и побеждает.
Сразу после «Футбольного рубежа» появляется некая команда академии «Эйлиас» (エイリア学園 Эйриа-гакуэн), игроки которой выдают себя за пришельцев. Команда второго ранга «Джимини Шторм», во главе с капитаном Янусом (レーゼ Рэ:дзэ) разрушает среднюю школу Раймон и множество других школ, после чего раймонцы решают пресечь произвол. После первого матча с «Джимини Шторм» некоторые игроки Раймона попадают в больницу, а остальные, под руководством нового тренера Акилины Шиллер (吉良 瞳子 Кира Хитомико), продолжают борьбу с «Эйлиасом».
После поражения команды «Джимини Шторм» появляется новая, более сильная команда первого ранга «Эпсилон». После нескольких неудач «Раймон» всё-таки одерживает победу и над ними, после чего появляется команда высшего ранга «Сверкающий Алмаз» (ダイヤモンドダスト Дайямондо-Дасуто), которая вскоре объединяется с командой «Выдающихся» (プロミネンス Пуроминэнсу). Во время последней игры с командой «Хаос» (カオス Каосу) матч останавливает капитан самой сильной команды «Эйлиаса» «Генезис» (ザ・ジェネシス дза-Дзенэсису) Ксавиер Фостер (基山 ヒロト Кияма Хирото), и все игроки исчезают.
С каждым разом к Раймону присоединяются всё больше новых игроков с целью помочь одолеть «пришельцев». И вот наступает матч с командой «Генезис». До матча узнаётся, что тренер Лина Шиллер является сестрой Фостера и дочерью Астрама Шиллера (吉良 星二郎 Кира Сэйдзиро:), нашедшему метеорит Элия, упавший на Землю десять лет назад, и использовавший его в качестве создания сверхсильной армии. В конце концов «Генезис» проигрывает «Раймону», и игроки возвращаются домой. В средней школе Раймон игроки встречают бывшего лакея Астрама Шиллера, Годрика Уайлза (研崎 竜一 Кэндзаки Рю:ити), забравшего с собой «остатки» от метеорита и создавшего команду «Повелители Тьмы», состоявшую из игроков Раймона, по тем или иным причинам вынужденных оставить друзей на время битвы с «Эйлиасом». Матч оканчивается ничьей.
Через несколько месяцев начинается чемпионат FFI (Football Front International, Международный футбольный рубеж) и собирается команда для представительства на этом чемпионате Японии. Команда «Инадзума Джапан» состоит из нескольких игроков Раймона и их друзей из других школ. Тренером на это время становится Персиваль Трэвис (久遠 道也 Кудо: Мития). «Инадзума Джапан» встречают на своём пути множество соперников, новых друзей и старых знакомых. По пути чемпионата узнаётся, что дедушка Марка, Дэвид Эванс (円堂 大介 Эндо: Дайсукэ), по-прежнему жив и находится где-то на Лайокоттских островах (месте проведения чемпионата), позже выясняется, что он — тренер кот-виктуарской команды «Литл гигант», с которой «Инадзума Джапан» играют в финале, одерживая победу на FFI и мировое первенство.

## Главные персонажи
- Марк Эванс (円堂 守 Эндо: Мамору) — ученик 7-го класса, главный герой, капитан и вратарь команды «Раймон». Очень оптимистичен и никогда не сдаётся. Любит футбол и всегда поддерживает своих друзей. Мечтает стать лучшим футболистом в Японии, а позже — и в мире.

Сэйю — Дзюнко Такэути.
- Аксель Блейз (豪炎寺 修也 Го:эндзи Сю:я) — ученик 7-го класса. Был переведён из школы «Кирквуд» (木戸川清修中学校 Кидокава-Сэйсю: тю:гакко:) в «Раймон» и вскоре вступил в футбольный клуб в качестве нападающего. Хладнокровен и спокоен в большинстве ситуаций, заботится о своей сестре и имеет сильную страсть к футболу. Также он понимает чувства людей, что помогло команде во множестве игр.

Сэйю — Хирофуми Нодзима.
- Джуд Шарп (鬼道 有人 Кидо: Ю:то)— ученик 7-го класса, полузащитник и капитан футбольной команды Королевской академии (帝国学園 Тэйкоку-гакуэн), тренером которой был Рэй Дарк (影山 零治 Кагэяма Рэйдзи). Красноглазый парнишка с собранными в хвост шатеновыми дредами, практически никогда не снимающий своих призматических очков. Сначала играл против команды «Раймон», но когда ему надоело подчиняться приказам тренера, стал больше общаться с Марком. После разгрома на национальном матче «Футбольный рубеж», нанесённого командой «Зевс», перешёл в «Раймон», чтобы отомстить за свою команду.

Сэйю — Хироюки Ёсино.

## История создания
Музыка для сериала была написана Ясунори Мицудой. Аниме включает в себя шесть открывающих заставок, песни для которых были написаны Тору Ямасаки, Хиро Ямасаки и KMC и исполнены группой T-Pistonz+KMC: «Tachiagariyo!» (1–26 серии), «Maji de Kansha!» (27–54 серии), «Tsunagariyo!!» (55–67 серии), «Katte Nakou Ze!!» (68–88 серии), «GOOD Kita!» (89–107 серии) и «Bokura no Goal!» (108–127 серии). Серии завершают семь закрывающих заставок. Первые шесть были исполнены идол-группой Berryz Kobo, из которых первая «Seishun Oden» (1–26 серии) была написана Такаси Аоки на стихи Тору Рэйсоры, а остальные — «Seishun Bus Guide» (27–50 серии), «Ryuusei Boy» (51–67 серии), «Otakebi Boy WAO!» (68–87 серии), «Maji BOMBER!!» (88–102 серии) и «Shining Power!» (103–112 серии) — музыкальным продюсером группы, Цунку. Последняя закрывающая заставка, «Mata ne… no Kisetsu» (113–127), была написана Тору Ямасаки и KMC и исполнена озвучивающими актёрами сериала от имени своих персонажей.

## Награды

### Манга
- Премия издательства «Коданся» в категории «Кодомо» (2010)
- Премия издательства «Сёгакукан» в категории «Кодомо» (2011)

### Аниме
- Премия журнала Animage в номинации «лучшее аниме» (2010).

### В базе данных
- Аниме «Inazuma Eleven» (англ.) в энциклопедии сайта Anime News Network
- Аниме «Inazuma Eleven» (англ.) в базе данных AniDB